# Роттер, Мари-Тереза
Мари́-Тере́за Ро́ттер (нем. Marie-Therese Rotter; род. 3 декабря 1987, Швайнфурт, Бавария) — немецкая кёрлингистка.
Играет в основном на позиции первого.

## Достижения
- Чемпионат Германии по кёрлингу среди женщин: золото (2004, 2005, 2006, 2007, 2008).
- Чемпионат Европы по кёрлингу среди смешанных команд: бронза (2007).
- Чемпионат Германии по кёрлингу среди смешанных команд: золото (2007).

## Команды
| Сезон                          | Четвёртый          | Третий        | Второй           | Первый             | Запасной                                                        | Турниры                              |
| ------------------------------ | ------------------ | ------------- | ---------------- | ------------------ | --------------------------------------------------------------- | ------------------------------------ |
| 2005—06                        | Андреа Шёпп        | Моника Вагнер | Анна Хартельт    | Мари-Тереза Роттер | Тина Чачке тренер: Райнер Шёпп                                  | ЧЕ 2005 (11 место) ЧМ 2006 (4 место) |
| 2006—07                        | Андреа Шёпп        | Моника Вагнер | Анна Хартельт    | Мари-Тереза Роттер | Тина Чачке (ЧЕ), Тереза Валльнер (ЧМ) тренер: Райнер Шёпп       | ЧЕ 2006 (5 место) ЧМ 2007 (8 место)  |
| 2007—08                        | Андреа Шёпп        | Моника Вагнер | Анна Хартельт    | Мари-Тереза Роттер | Кристина Халлер (ЧЕ), Мелани Робиллард (ЧМ) тренер: Райнер Шёпп | ЧЕ 2007 (7 место) ЧМ 2008 (9 место)  |
| Кёрлинг среди смешанных команд |                    |               |                  |                    |                                                                 |                                      |
| 2006—07                        | Райнер Шёпп        | Андреа Шёпп   | Sebastian Jacoby | Мари-Тереза Роттер |                                                                 | ЧГСК 2007                            |
| 2007—08                        | Райнер Шёпп        | Андреа Шёпп   | Sebastian Jacoby | Мари-Тереза Роттер | Helmar Erlewein                                                 | ЧЕСК 2007                            |
| Кёрлинг среди смешанных пар    |                    |               |                  |                    |                                                                 |                                      |
| 2018—19                        | Мари-Тереза Роттер | Lars Berg     |                  |                    |                                                                 | [ 2 ]                                |

(скипы выделены полужирным шрифтом)